# Torffabrik Ryttaren

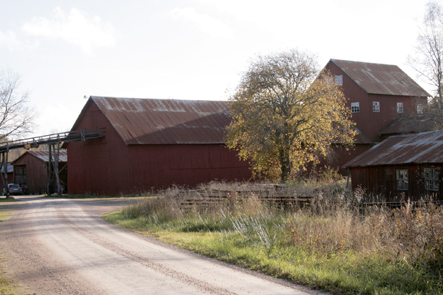
Ryttarens torvströfabrik

Die Torffabrik Ryttaren liegt bei Kättilstorp in der Gemeinde Falköping in Västergötland in West-Schweden. Seit 2012 ist die ehemalige Fabrik als Byggnadsminne (Industriedenkmal) gemäß den Bestimmungen des schwedischen kulturminneslag (Kulturdenkmalgesetz) geschützt.

## Geschichte
Der Agrarwissenschaftler Nils Hartelius gründete 1906 die Torf-Aktiengesellschaft Ryttaren in Grimstorp. Im gleichen Jahr wurde die Fabrik neben der Eisenbahn zwischen Falköping und Nässjö gebaut, um Torf aus dem Ryttaren-Moor zu gewinnen. Die Torfstreu wurde hauptsächlich in Tierställen, Trockentoiletten und als Verpackung für Obst verwendet. Die Fabrik verfügte über drei Pressen mit einer jährlichen Produktionskapazität von 75.000 Ballen. In der Hochsaison waren bis zu 200 Mitarbeiter in der Fabrik und im Moor beschäftigt. Vorarbeiter Notarius Karlsson war von Anfang an bis zu seiner Pensionierung 1938 Betriebsleiter.
Die Fabrik wurde 1964 von Hasselfors Bruks AB gekauft, um Torf für den Gartenbau zu produzieren. Der Abbau im Ljunghemsmossen wurde 1995 beendet, die Torfproduktion 1997 eingestellt.
Die Torffabrik Ryttaren ist ein heute noch zu besichtigendes Industriedenkmal aus den frühen 1900er Jahren mit einer Fabrik, Maschinenhäusern, Arbeiterheimen mit Wirtschaftsgebäuden, Sägewerken und Torfmooren. Die Torffabrik Ryttaren wird seit 1999 von dem Verein Föreningen Ryttarens torvströfabrik als Freilichtmuseum betrieben. 2004 wurde es von der Svenska Industriminnesföreningen (deutsch wörtlich: schwedische Industriedenkmalvereinigung) zum Industriedenkmal des Jahres gewählt. Die Einstufung als Byggnadsminne erfolgte 2012.

## Feldbahn der Torffabrik Ryttaren
Die 3,5 km lange Feldbahn der Torffabrik Ryttaren ist eine heute noch als Museumsbahn betriebene Schmalspur-Torfbahn mit 600 mm Spurweite.